# Edgars Kulda
Edgars Kulda (ur. 13 listopada 1994 w Rydze) – łotewski hokeista, reprezentant Łotwy.
Jego brat Artūrs (ur. 1988) także został hokeistą.

## Kariera
- SK Riga 18 (2009–2010)
- HK Rīga (2011/2012)
- HK Juniors Rīga – seniorzy / HK Juniors Rīga – juniorzy (2011–2012)
  -  SK Riga 18 (2011)
- Edmonton Oil Kings (2012–2015)
- Dinamo Ryga (2015-2018)
- HK Liepāja (2018)
- PSG Zlín (2018-2019)
- Saryarka Karaganda (2019-2020)
- Mietałłurg Nowokuźnieck (2020-2021)
- Dinamo Ryga (2021-2022)
- HK Zemgale (2022)
- Esbjerg Energy (2022)
- Slavia Praga (2022-)

W sezonie 2011/2012 występował w drużynie seniorskiej HK Juniors Rīga w ekstralidze łotewskiej, w zespole juniorskim tego klubu w rosyjskich rozgrywkach MHL-B, a także rozegrał jeden mecz w barwach HK Riga w MHL. W 2012 w drafcie do kanadyjskich rozgrywek juniorskich CHL został wybrany przez klub Edmonton Oil Kings z numerem 38. W jego barwach w 2012 rozpoczął występy w lidze WHL. W drafcie NHL z 2014 został wybrany przez amerykański klub Arizona Coyotes. Od lipca 2014 zawodnik Dinama Ryga w rosyjskiej lidze KHL. Od lipca 2018 do kwietnia 2019 był graczem czeskiego klubu ze Zlína. W październiku 2019 przeszedł do kazachskiej Saryarki Karaganda. Wiosną 2020 został zawodnikiem rosyjskiego Mietałłurga Nowokuźnieck. Pod koniec czerwca 2021 ogłoszono odejście z tego klubu. Od sierpnia 2021 ponownie zawodnik Dinama Ryga. Sezon 2021/2022 dokończył w Zemgale. W sierpniu 2022 przeszedł do duńskiej drużyny Esbjerg Energy. Pod koniec listopada 2022 przeszedł do czeskiej Slavii Praga.
W barwach juniorskich reprezentacji Łotwy uczestniczył w turniejach mistrzostw świata do lat 18 w 2012 (Elita), mistrzostw świata do lat 20 w 2013 (Elita), 2014 (Dywizja I). W kadrze seniorskiej uczestniczył w turnieju mistrzostw świata w 2016.

## Sukcesy
Klubowe
- Złoty medal mistrzostw Łotwy do lat 18: 2010 z SK Riga 18
- Ed Chynoweth Cup – mistrzostwo WHL: 2014 z Edmonton Oil Kings
- Memorial Cup – mistrzostwo CHL: 2014 z Edmonton Oil Kings
- Srebrny medal WHL: 2021 z Mietałłurgiem Nowokuźnieck
- Złoty medal mistrzostw Łotwy: 2022 z HK Zemgale

Indywidualne
- Mistrzostwa Łotwy do lat 18 w sezonie 2009/2010:
  - Pierwsze miejsce w klasyfikacji strzelców: 36 goli
- Mistrzostwa Świata Juniorów w Hokeju na Lodzie 2014/I Dywizja#Grupa A:
  - Pierwsze miejsce w klasyfikacji asystentów turnieju: 6 asyst[12]
  - Szóste miejsce w klasyfikacji kanadyjskiej turnieju: 7 punktów[13]
- Western Hockey League 2013/2014:
  - Szóste miejsce w klasyfikacji strzelców w fazie play-off: 10 goli
  - Dziesiąte miejsce w klasyfikacji kanadyjskiej w fazie play-off: 22 punkty
- Memorial Cup 2014:
  - Pierwsze miejsce w klasyfikacji strzelców turnieju: 4 gole
  - Drugie miejsce w klasyfikacji kanadyjskiej turnieju: 7 punktów
  - Stafford Smythe Memorial Trophy – Najbardziej Wartościowy Zawodnik (MVP) turnieju
  - Skład gwiazd turnieju